# Барч, Густав Мартынович
Фри́дрих(-Густа́в) Марты́нович (Ива́нович, Ка́рлович) Барч (7 декабря 1826 — 10 [22] июня 1894, Павловск, Санкт-Петербургская губерния) — русский архитектор немецкого происхождения, академик архитектуры Академии художеств. Автор ряда зданий в Санкт-Петербурге.

## Биография
Родился 25 ноября (7 декабря) 1826 года. Сын петербургского кузнечного мастера, брат архитектора Ф. М. Барча. Саксонский подданный. Вольноприходящий ученик Академии художеств. Ученик архитектора К. А. Тона. За время учёбы получил медали Академии: малые серебряные (1847, 1848, 1849), большая серебряная медаль (1849) за программу «Триумфальные ворота». Окончил курс теории строительного искусства в 1849 году. В 1850 году удостоен звания классного художника с правом на чин XIV класса. В 1854 году дано звание академика архитектуры за проект «Гостиницы в столице».
Техник петербургской городской управы. Член-учредитель Петербургского общества архитекторов. Титулярный советник.
Проживал в Петербурге по адресу: Офицерская улица, 3 (1870-е), Большая Мастерская улица, 5 (1880-е—1894).
Умер 10 (22) июня 1894 года в Павловске, похоронен на Волковском лютеранском кладбище в Петербурге.

## Проекты и постройки

### Санкт-Петербург
- Доходный дом Якоби. Улица Декабристов, 5 (совместно с М. Б. Вебелем; 1852)[4][10];
- Доходный дом К. И. Глазунова. Казанская улица, 8 (1854—1855)[4][11];
- Доходный дом Закуриной. 5-я Красноармейская улица, 19 (1855)[4][12];
- Доходный дом С. А. Серебрякова (перестройка). Набережная канала Грибоедова, 164 (1857)[4][13];
- Особняк В. И. Трофимова (надстройка, изменение фасада). Дворцовая набережная, 24 — Миллионная улица, 25 (1859—1860; перестроен)[4][14];
- Доходный дом К. А. Тура (перестройка). Невский проспект, 87 — Гончарная улица, 2, левая часть — площадь Восстания, 3х (1867)[4][15];
- Особняк В. С. Каншина. Кузнечный переулок, 6 (1869—1870)[4][16];
- Доходный дом К. И. Глазунова (перестройка, изменение фасада). Казанская улица, 10 (совместно с В. А. Кенелем; 1876)[4][17];
- Флигель Павловского женского института. Улица Восстания, 8 (1877—1880)[4][18];
- Доходный дом (перестройка). Прачечный переулок, 12, правая часть — улица Декабристов, 15 (1878)[4][19];
- Производственное здание механического завода Р. К. Гроша. Каменноостровский проспект, 11, двор (1887; расширено)[4][20];
- Доходный дом Долодонова (включён существовавший дом). Малый проспект ВО, 25 — 9-я линия, 64, левая часть (1892; надстроен)[4][21].